# Marnotrawstwo żywności

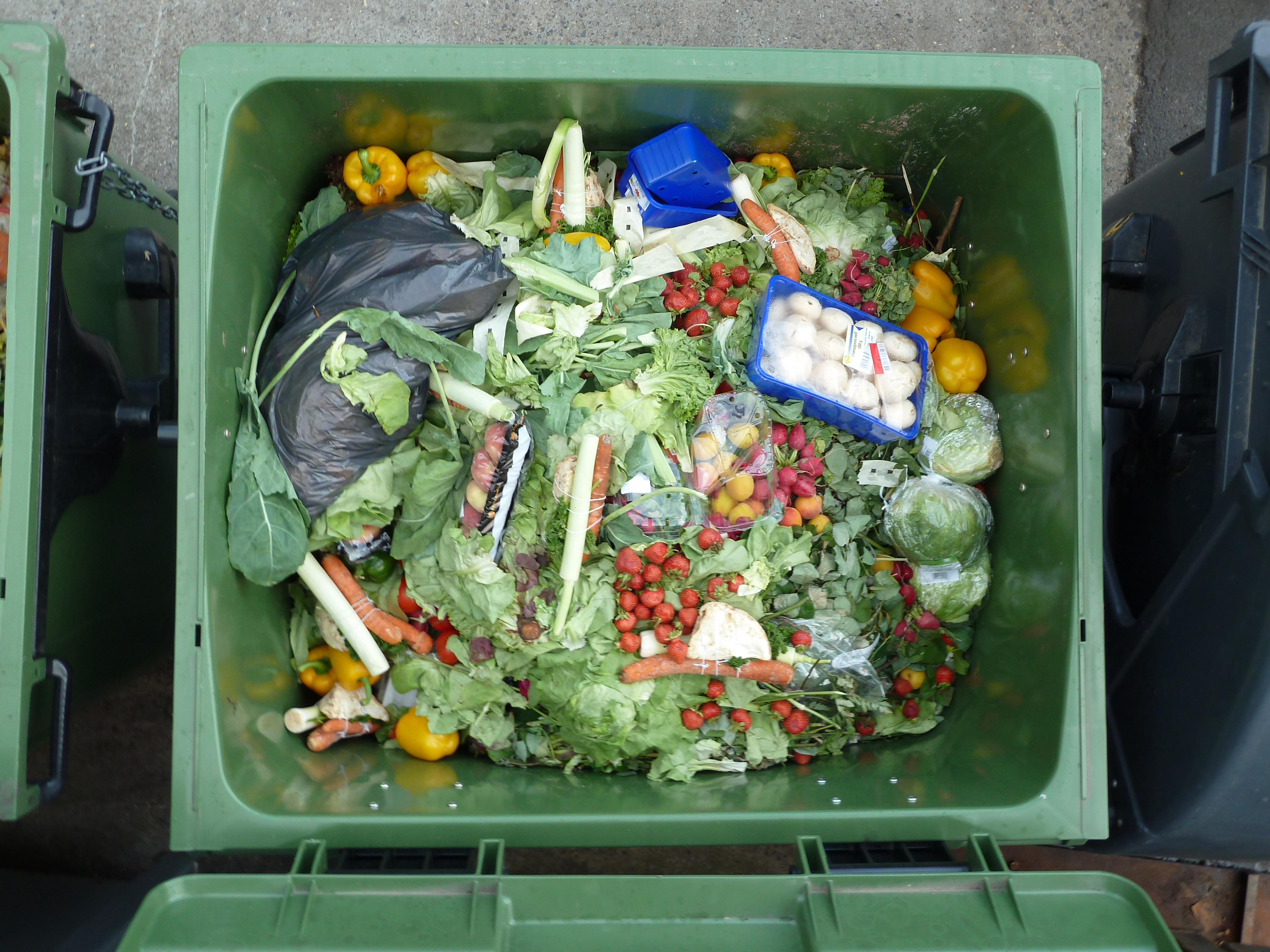
Odpady żywnościowe w kontenerze przy supermarkecie

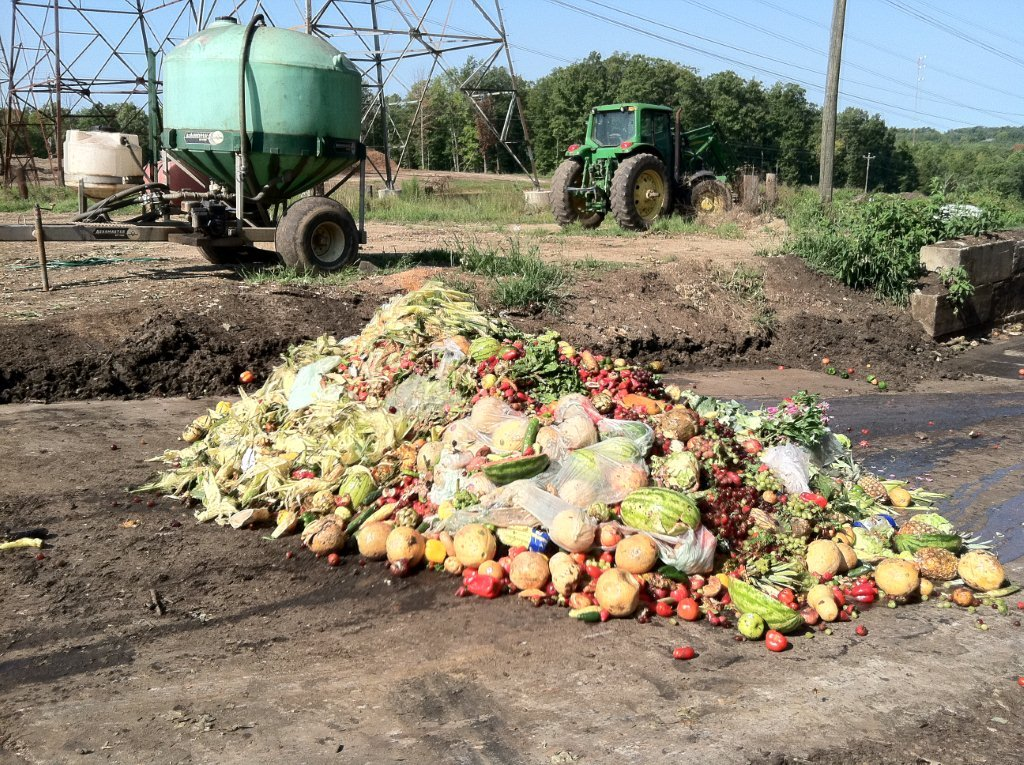
Marnotrawstwo warzyw i owoców

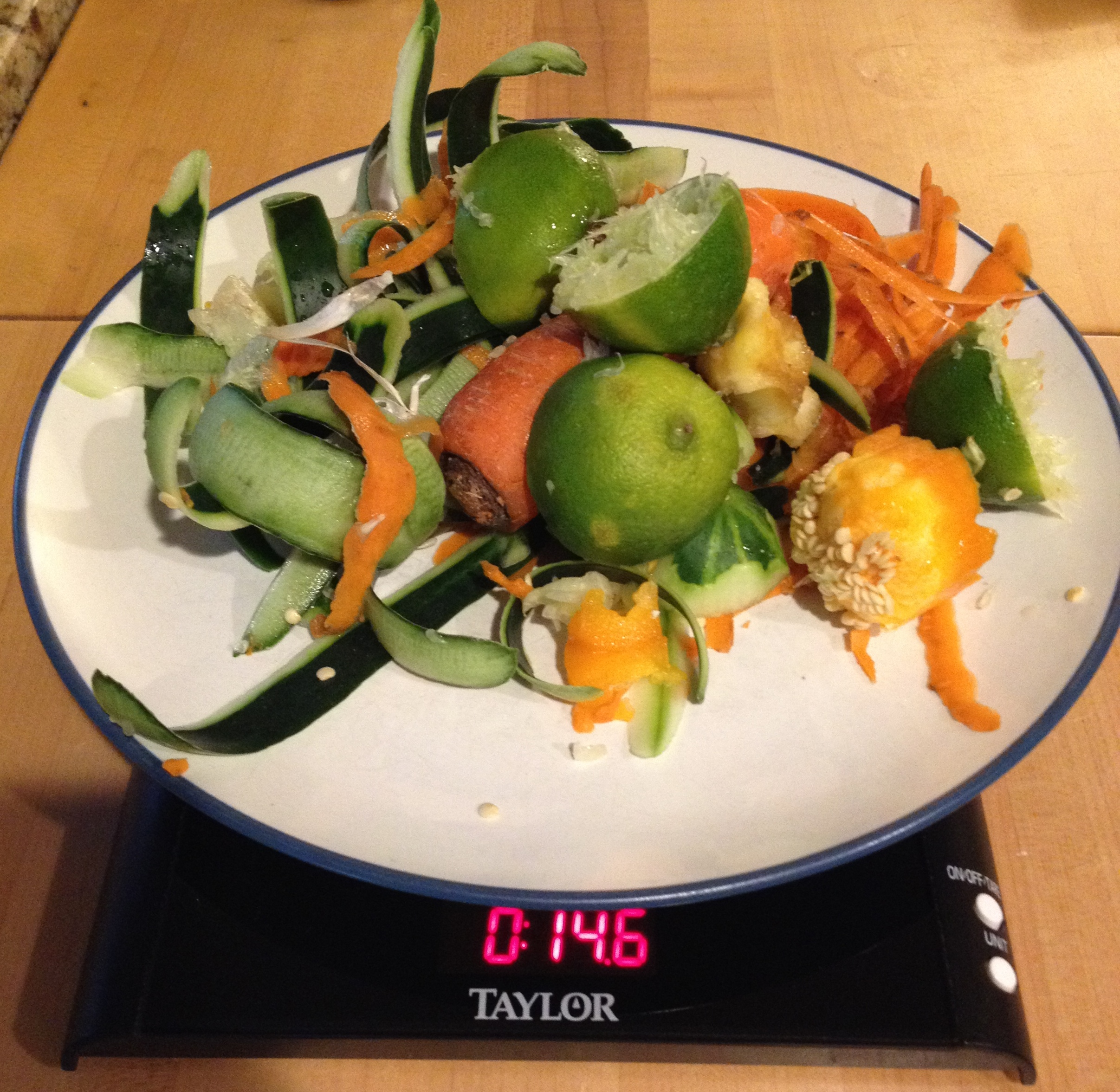
Resztki talerzowe

Marnotrawstwo żywności (także: marnotrawienie żywności) – globalny środowiskowy, etyczny, społeczny i gospodarczy problem związany z utratą lub traktowaniem jak odpady żywności nadającej się do spożycia.

## Definicje
Według Intergovernmental Panel on Climate Change (IPCC) pojęcie marnotrawstwa żywności odnosi się przede wszystkim do zachowań konsumenckich, natomiast strata żywności to nieefektywny łańcuch dostaw, uwarunkowany głównie kiepską lub przerywaną infrastrukturą łańcucha chłodniczego, brakiem technologii, niewystarczającymi umiejętnościami, wiedzą i możliwościami zarządzania podmiotami łańcucha dostaw oraz brakiem dostępu do rynków. Federacja Polskich Banków Żywności definiuje marnotrawienie żywności w sposób następujący: Marnotrawstwo żywności zakłada świadome działanie niespożytkowania żywności zgodnie z jej pierwotnym przeznaczeniem na każdym etapie łańcucha żywnościowego. W polskich regulacjach prawnych nie istnieje definicja odpadu żywnościowego. Na etapie produkcji jest to odpad przemysłowy, a w gospodarstwach domowych – część frakcji biologicznej odpadu komunalnego.

## Geneza i źródła
Marnotrawstwo żywności wiąże się przede wszystkim z przekroczeniem terminu jej przydatności do spożycia umieszczonym na etykiecie, który jest jednak w wielu przypadkach odczytywany przez konsumentów w sposób niewłaściwy.
Zgodnie z polskimi normami (a dokładniej z Ustawą z dnia 25 sierpnia 2006 roku o bezpieczeństwie żywności i żywienia) na opakowaniach produktów stosuje się dwa rodzaje oznakowania daty. Są to: termin przydatności do spożycia lub data minimalnej trwałości. Termin przydatności do spożycia kryje się pod zapisem „należy spożyć do: dzień, miesiąc, rok”. Natomiast datę minimalnej trwałości określa termin „najlepiej spożyć przed” albo „najlepiej spożyć przed końcem”.
Wyrzucana jest żywność z oznaczeniem najlepiej spożyć przed…, co oznacza, że termin przydatności do spożycia jest dłuższy niż w przypadku innych produktów spożywczych, a których zjedzenie po czasie wskazanym przez wytwórcę nie powinno stanowić zagrożenia dla zdrowia. Producent daje gwarancję, że do wskazanej daty zakupiony produkt charakteryzuje się najwyższą jakością. Jeżeli termin ten zostanie przekroczony, a konsument zdecyduje się na spożycie, to być może, że produkt nadal jest dobry. Zależy to jednak od tego, czy zachowany był ciąg chłodniczy, który w przypadku przechowywania niektórych towarów odgrywa kluczową rolę. Należy jednak pamiętać, że decydując się na spożycie produktu po określonym terminie, konsument dokonuje tego wyłącznie na swoją odpowiedzialność. Pogorszeniu na różne sposoby może ulec w takich przypadkach smak, kolor czy też zapach danego produktu.
Innymi przyczynami marnotrawienia żywności są nadmierne lub nietrafione zakupy, nieodpowiednie przechowywanie żywności, złe zarządzanie zapasami, niewłaściwa obróbka surowców, nieodpowiednie zastosowanie procesów kulinarnych, wyrzucanie jedynie częściowo zużytych produktów, niewykorzystanych potraw już przygotowanych, nieudane próby zastosowania nowych przepisów i usuwanie resztek z talerzy. W przypadku lokali gastronomicznych za marnotrawstwo odpowiada niezapewnienie klientom wyboru wielkości porcji (np. brak menu dla dzieci), zbyt duże zapasy czy też nierozpoznanie preferencji konsumenckich. Z badań wynika, że producenci żywności nie włączają się w działania ograniczające marnotrawstwo. Zbyt mało jest np. niewielkich opakowań dostosowanych do potrzeb gospodarstw jednoosobowych.

## Statystyka
W Unii Europejskiej rocznie marnowanych jest około 90 milionów ton żywności, a w Polsce jest to około 9 milionów (najwięcej – 6,6 miliona ton, już na etapie produkcji). Kraje Unii, w których problem marnotrawstwa jest największy, to kolejno: Niemcy, Francja, Holandia i Polska. Według danych Millward Brown z 2011, do wyrzucania żywności przyznaje się 24% polskich respondentów. Najczęściej marnotrawi się zboża (25%), owoce i warzywa (19%), korzenie i bulwy (17%), mięsa (11%), ryby i owoce morza (11%), mleko (7%), nasiona oleiste i rośliny strączkowe (4%). Aż 21% osób ankietowanych wskazało, że przyczyną wyrzucenia produktów było nieodpowiednie przechowywanie i w konsekwencji ich zepsucie. Za 70% marnotrawienia żywności odpowiadają gospodarstwa domowe, gastronomia i handel detaliczny, a za pozostałe 30% (straty) – sektor produkcji i przetwórstwa.

## Wpływ na środowisko
Jak podaje Organizacja Narodów Zjednoczonych do spraw Wyżywienia i Rolnictwa marnowanie żywności odpowiada za 8% globalnej emisji gazów cieplarnianych wytwarzanych przez człowieka. Oznacza to, że gdyby pomyśleć o marnowaniu żywności jak o kraju, to byłby on na trzecim miejscu, po Chinach i USA, w rankingu największych emitentów dwutlenku węgla. Według Federacji Polskich Banków Żywności z powodu zmarnowanej żywności Europejczycy wyemitowali 170 mln ton dwutlenku węgla, czyli tyle, ile rocznie wytwarza Holandia czy Wenezuela. Ponadto zmarnowana żywność to także zmarnowana woda, energia, pola uprawne, paliwo potrzebne do przewiezienia produktów, nawozy, a także ludzka praca. Przykładowo kilogram wyrzuconych ziemniaków to 300 litrów zmarnowanej wody, a wyrzucenie kilograma wołowiny oznacza zmarnowanie od 5 do 10 tysięcy litrów wody, które były wykorzystane przy jej produkcji. Każdego roku marnuje się 377 tysięcy ton pomidorów. Oznacza to, że marnuje się 90 km² ziemi uprawnej, 57 mld litrów wody i 7 mln godzin pracy. Jeżeli chodzi o pola uprawne, to aż na 30% światowej powierzchni upraw (1,4 mld hektarów) hoduje się jedzenie, które zostanie wyrzucone. Ponadto tworzenie nowych pól uprawnych często wiąże się z wycinką lasów, które produkują tlen i są miejscem do życia dla wielu gatunków roślin i zwierząt. Wyprodukowanie tego jedzenia zużywa także 25% wody wykorzystywanej przez całe rolnictwo. Wyrzucana żywność przyczynia się także do wzrostu produkcji śmieci. W Wielkiej Brytanii wyrzuca się więcej żywności niż opakowań, a ponad 25% wyrzucanej żywności jest wciąż nienapoczęta i w opakowaniu. Dodatkowym zagrożeniem jest metan wydobywający się z gnijącej żywności, który jest nawet 20-krotnie bardziej szkodliwym gazem cieplarnianym niż dwutlenek węgla. Warto pamiętać, że ślad węglowy różnych produktów nie jest taki sam, dlatego każdy rodzaj zmarnowanej żywności będzie miał nieco inny wpływ na środowisko. Przykładowo mięso stanowi zaledwie 5% globalnie zmarnowanej żywności, jednak odpowiada za aż 20% emisji gazów cieplarnianych, jaką powoduje niewykorzystane jedzenie. Istotny jest bowiem łańcuch dostaw i to jak daleko znajdował się w nim wyrzucony produkt. Im dalej wyrzucony produkt znalazł się w łańcuchu dostaw, tym większym kosztem środowiskowym będzie obarczony ze względu na emisje związane z przetworzeniem, transportem czy dystrybucją. Zatem im bardziej zmarnowana przez nas żywność została uprzednio przetworzona, tym silniejszy jest jej wpływ na środowisko.

## Redukcja
Zredukowanie marnowanej żywności o 50% do roku 2050 pozwoliłoby na uniknięcie emisji 26,2 Gt dwutlenku węgla do atmosfery. Przyczyniłoby się to także do zmniejszenia wycinki lasów pod pola uprawne, co jeszcze silniej zmniejszyłoby emisję, bo aż o 44,4 Gt CO
2. W ograniczeniu marnowania żywności najważniejsze są małe kroki podejmowane codziennie przez każdego. Istotne jest planowanie i kupowanie tylko potrzebnych produktów, sprawdzanie ich dat ważności oraz przechowywanie w odpowiedni sposób. Zaleca się robienie mniejszych, ale częstszych zakupów – najlepiej u lokalnych sprzedawców.
Do zmniejszenia ilości marnowanej żywności zachęca wiele organizacji pozarządowych, a także organy państwowe i unijne. Podstawą działań tych instytucji jest edukacja społeczeństwa oraz ciągłe monitorowanie problemu, w celu lepszego zrozumienia. Unia Europejska obecnie podejmuje kroki mające wypełnić zalecenia agendy przyjętej przez ONZ w 2015 roku, której celem jest zmniejszenie o połowę ilości zmarnowanego pożywienia do 2030. W tym celu została powołana unijna platforma ds. przeciwdziałania stratom i marnotrawieniu żywności, a jej działania są monitorowane na bieżąco. Z kolei organizacje pozarządowe skupiają się na redukcji żywności marnowanej przez gospodarstwa domowe. Jednym z takich działań jest zachęcanie i propagowanie zasady 4P, która oznacza planowanie zakupów, przetwarzanie produktów, podzielenie się z innymi niechcianą żywnością, a także posegregowanie, czyli oddzielenie bioodpadów od innych. Odpowiednio posegregowane bioodpady mogą zostać wykorzystane w procesie recyklingu jako alternatywne źródło energii, czyli biomasa lub jako nawóz czy pokarm dla zwierząt.

## Zapobieganie instytucjonalne
Na poziomie Komisji Europejskiej za sprawy związane z marnotrawstwem żywności odpowiada Dyrekcja Generalna ds. Zdrowia i Bezpieczeństwa Żywności. Na 2030 ciało to wyznaczyło cel – zmniejszenie o 50% marnowania żywności na terenie Unii Europejskiej. Stworzono do tego zadania platformę poświęconą marnowaniu żywności i odpadom żywnościowym, co ma w zamyśle twórców koordynować działania pomiędzy państwami członkowskimi. Pierwsze sprawozdanie zaplanowano w tym zakresie na 2023.